# Juuso Lahtela
Juuso Lahtela (* 11. Juni 1985 in Kemijärvi) ist ein ehemaliger finnischer Freestyle-Skier. Er startete in den Buckelpisten-Disziplinen Moguls und Dual Moguls.

## Werdegang
Lahtela startete im Februar 2001 in Maribor erstmals im Europacup, wobei er den 19. Platz im Moguls errang. Sein Debüt im Freestyle-Skiing-Weltcup gab er im Dezember 2002 in Ruka, welches er auf dem 34. Platz im Moguls beendete. In der Saison 2004/05 kam er im Europacup dreimal aufs Podium und belegte bei den Weltmeisterschaften 2005 in Ruka den 33. Platz im Dual Moguls sowie den 20. Rang im Moguls. In der folgenden Saison holte er im Moguls in Dolní Morava seinen einzigen Sieg im Europacup und errang mit Platz zehn im Moguls in Jisan seine erste Top-Zehn-Platzierung im Weltcup. Beim Saisonhöhepunkt, den Olympischen Winterspielen 2006 in Turin, wurde er Achter im Moguls. In der Saison 2009/10 erreichte er mit dem neunten Platz im Moguls in Åre seine beste Platzierung im Weltcup und zum Saisonende mit dem 36. Platz im Moguls-Weltcup sein bestes Gesamtergebnis. In der Saison 2010/11 kam er bei den Weltmeisterschaften 2011 in Deer Valley auf den 32. Platz im Moguls sowie auf den 23. Rang im Dual Moguls und absolvierte in Åre seinen 27. und damit letzten Weltcup, welchen er auf dem 35. Platz im Dual Moguls beendete.

## Erfolge

### Olympische Spiele
- 2006 Turin: 8. Platz Moguls

### Weltmeisterschaften
- 2005 Ruka: 20. Platz Moguls, 33. Platz Dual Moguls
- 2011 Deer Valley: 23. Platz Dual Moguls, 32. Platz Moguls

### Weltcupwertungen
| Saison  | Gesamt | Gesamt | Moguls | Moguls |
| Saison  | Platz  | Punkte | Platz  | Punkte |
| ------- | ------ | ------ | ------ | ------ |
| 2005/06 | 133.   | 4      | 42.    | 42     |
| 2006/07 | 117.   | 4      | 37.    | 37     |
| 2009/10 | 102.   | 6      | 36.    | 56     |
| 2010/11 | 164.   | 2      | 46.    | 19     |

### Europacup
- 6 Podestplätze, davon 1 Sieg